# Движение в защиту Конституции
Движение в защиту Конституции (кит. трад. 護法運動, упр. 护法运动) было создано Сунь Ятсеном для противостояния Бэйянскому правительству в период с 1917 по 1922, в результате чего в Гуанчжоу было установлено военное правительство. В истории Гоминьдана движение известно как Третья революция. Конституция, которую предполагалось защищать, — это временная конституция Китайской Республики от 1912 года.

## Предыстория
После Синьхайской революции 1911 года Китайская Республика, согласно временной конституции, провела парламентские выборы в феврале 1913 года и созвала Государственную ассамблею Китайской Республики 8 апреля. Члены Гоминьдана заняли большинство мест, и Сун Цзяожэнь должен был созвать кабинет министров. Вскоре он был убит президентом Юань Шикаем, и Гоминьдан призвал к началу Второй революции. Юань Шикай подавил силы Гоминьдана, вынудив Сунь Ятсена и других лидеров партии бежать в Японию.
Юань Шикай распустил парламент и отменил временную конституцию, пытаясь стать императором. В декабре 1915 года Цай Э и другие генералы начали войну в защиту республики и победили. Юань Шикай был вынужден отречься и умер 6 июня 1916 года.
После смерти Юань Шикая президентом стал Ли Юаньхун. Дуань Цижуй вновь был назначен премьер-министром, и был созван старый парламент. Но Ли и Дуань разошлись во мнениях по вопросу вступления Китая в Первую мировую войну на стороне Антанты. Дуань настаивал на вступлении в войну, а Ли и парламент были против. Ли Юаньхун отправил Дуаня в отставку и попросил генералов о поддержке. Генерал Чжан Сюнь, монархист, воспользовался шансом и захватил Пекин. Он распустил парламент и попытался восстановить Цинскую династию. Путч был подавлен Дуань Цижуем пять дней спустя. Ли Юаньхун сложил с себя полномочия, и новым президентом стал Фэн Гочжан. Дуань восстановил правительство и вместе с Ляном Цичао создал новый парламент.

## Первое движение в защиту Конституции
В июле 1917 года Сунь Ятсен прибыл в Гуанчжоу из Шанхая и телеграфировал членам первого парламента в Пекин с просьбой приехать в Гуанчжоу для создания нового правительства. Морской министр Чэн Бигуан отправил Сунь Ятсену девять кораблей и прибыл в Гуанчжоу 22 июля.
25 августа примерно 100 членов первого парламента провели конференцию в Гуанчжоу и приняли резолюцию о создании военного правительства для защиты временной конституции. Военное правительство состояло из генералиссимуса и трёх фельдмаршалов для исполнения административных прав Китайской Республики.
1 сентября 84 члена парламента Гуанчжоу проголосовали за Сунь Ятсена в качестве генералиссимуса. Затем они избрали Тана Цзияо из Юньнаньской клики и Лу Жунтина из старой клики Гуанси в качестве маршалов, У Тинфана на пост министра иностранных дел, Тана Шаои на пост министра финансов (сам он воздержался), Чэна Бигуана на пост морского министра и Ху Ханьминя на пост министра связи. Инаугурация Сунь Ятсена прошла 10 сентября. Ли Лецзюнь был назначен главой Генштаба, Ли Фулинь — командующим гвардией, Сюй Чунчжи — штабным офицером, а Чэнь Цзюнмин — командующим Первой армией.

### Война в защиту Конституции
После того, как в Гуанчжоу установилось военное правительство, север и юг страны вступили в состояние конфликта. Среди сторонников правительства Гуанчжоу особенно сильными были военные в Гуанси и Юньнане. Хунаньские генералы Тань Янькай, Чжао Хэнти и Чэн Цянь также поддерживали Движение. При поддержке Лу Жунтина и армии Гуанси армия защиты Конституции в ноябре разбила армию Дуань Цижуя. В результате Дуань ушёл в отставку, оставив пост Фэн Гочжану. Север и юг заключили временное перемирие.
Под давлением Чжилийской и Аньхойской клики Фэн Гочжан приказал Цао Куню захватить провинцию Хунань. В апреле армия защиты Конституции потерпела там поражение. Но после захвата Хунаня чжилийский генерал У Пэйфу прекратил наступление на Гуандун и Гуанси и пошёл с югом на переговоры. Сюй Шичан также выступил в поддержку переговоров при своей инаугурации в октябре, что привело к концу войны.

### Реорганизация военного правительства
Помимо флота, Гвардии генералиссимуса и двадцати батальонов армии Гуандуна, Сунь Ятсен нуждался в поддержке военных из правительства Гуанчжоу. Иногда его голос был весомым только в правительстве генералиссимуса. В конце 1917 года Лу Жунтин, Тан Цзияо, Мо Жунсинь и Тан Шаои созвали конференцию, на которой постановили признать Фэн Гочжана в качестве президента и сформировать объединённое правительство.
В 1918 году Чэн Бигуан выступил против клики Гуанси и был убит. Внеочередную сессию парламента контролировала клика Гуанси, и в мае 1918 парламент был перестроен: генералиссимуса заменял Комитет семи, состоявший из Сунь Ятсена, Тана Шаои, У Тинфана и Тана Цзияо с одной стороны и Лу Жунтина, Цэнь Чуньсюаня и Линя Баои с другой. Чувствуя себя ущемлённым, Сунь Ятсен оставил пост генералиссимуса и уехал из Гуанчжоу в Шанхай. Военное правительство Гуанчжоу возглавил Цэнь Чуньсюань. Результаты выборов У Тинфана в качестве губернатора Гуандуна были аннулированы Лу Жунтином.
С февраля по август 1919 года север и юг вели переговоры в Шанхае, но они прекратились после саботажа Дуань Цижуя. Все члены южного парламента, не приехавшие на «внеочередную» сессию, были заменены. Спикер Линь Сэнь приостановил работу парламента, когда группа членов бойкотировала заседание, лишая парламент кворума. Цэнь Чуньсюань отменил выплату зарплат членам парламента. Фактически, южное правительство перешло под власть старой клики Гуанси, и первое движение в защиту Конституции подошло к своему концу.

## Второе движение в защиту Конституции
В Шанхае Сунь Ятсен реорганизовал Гоминьдан, чтобы изгнать клику Гуанси из южного правительства. Военный губернатор Гуандуна, Чэнь Цзюнмин, привёл из провинции Фуцзянь 20 батальонов. В 1920 году Дуань Цижуй и северный парламент были низложены после Чжили-Аньхойской войны. Лу Жунтин и Цэнь Чуньсюань использовали это как предлог для изучения возможности объединения с Чжилийской кликой. Гоминьдан осудил эти тайные переговоры, и южный парламент переехал в Юньнань в августе и в Сычуань в сентябре-октябре. Напряжение между Юньнаньской кликой и кликой Гуанси позволило Чэнь Цзюнмину начать Гуандун-Гуансийскую войну 11 августа. Чэнь Цзюнмин изгнал клику Гуанси из Гуанчжоу, что позволило Сунь Ятсену вернуться к концу ноября.
В январе 1921 года в Гуанчжоу возобновил работу парламент. Из Комитета семи остались лишь четверо, причём Тану Цзияо пришлось вернуться в Юньнань для обороны, У Тинфан болел, а Тан Шаои терял интерес. В апреле Государственная ассамблея распустила военное правительство и назначила Сунь Ятсена «чрезвычайным президентом». Но новое правительство Гуанчжоу было сильно озабочено собственной легитимностью, так как его существование противоречило конституции, которую оно должно было защищать. Чэнь Цзюнмин воспринял неконституционные выборы как захват власти. Отношения между ним и Сунь Ятсеном ещё больше охладели, когда Чэнь позвал в движение анархистов, коммунистов и федералистов. Чэнь считал, что это повысит численность движения, но Сунь Ятсен думал, что это лишь исказит первоначальную идею.

### Предательство Чэнь Цзюнмина
Сразу после инаугурации в мае Сунь Ятсен объявил о начале Северного похода, чтобы ускорить объединение Китая. Летом 1922 года он учредил штаб дивизии в Шаогуане, чтобы координировать действия армий Гуандуна, Юньнаня, Цзянси и Хунаня. Северный поход тотчас привёл к конфликту с Чэнь Цзюнмином. Он выступал против военного конфликта, предлагая сперва превратить Гуандун в настоящую автономную провинцию. Тем временем Чжилийская клика основала движение, целью которого было объединение северного и южного правительств путём сложения полномочий с обоих президентов в пользу Ли Юаньхуна. В июне северный президент Сюй Шичан подал в отставку, и в Пекине снова собралась Государственная ассамблея. По мнению Чэнь Цзюнмина, цель движения в защиту Конституции была достигнута, но Сунь Ятсен считал, что новое правительство — лишь ширма для действий Цао Куня. 16 июня войска Чэня окружили президентский дворец. Сунь Ятсен, Чан Кайши, Чэнь Цэ и лоялисты были доставлены в Шанхай.

## Последствия
Сунь Ятсен понял, что причина провала обоих движений заключалась в излишнем доверии чужим военным силам. После поражения он понял, что революции нужны собственные войска. С помощью СССР и в союзе с КПК в 1923 он вновь получил контроль над правительством Гуанчжоу. Но его целью была не защита правительства, а создание сильной военной базы вокруг Академии Вампу и создание однопартийного государства, достаточно сильного, чтобы победить милитаристов. По этой причине Северный поход принёс плоды в виде объединения Китая.